# Martinchel
Martinchel is een plaats (freguesia) in de Portugese gemeente Abrantes en telt 713 inwoners (2001).